# BMW M73
Il BMW M73 (per esteso M73B54) è un motore a scoppio alimentato a benzina prodotto dal 1994 al 2001 dalla casa automobilistica tedesca BMW.

## Caratteristiche

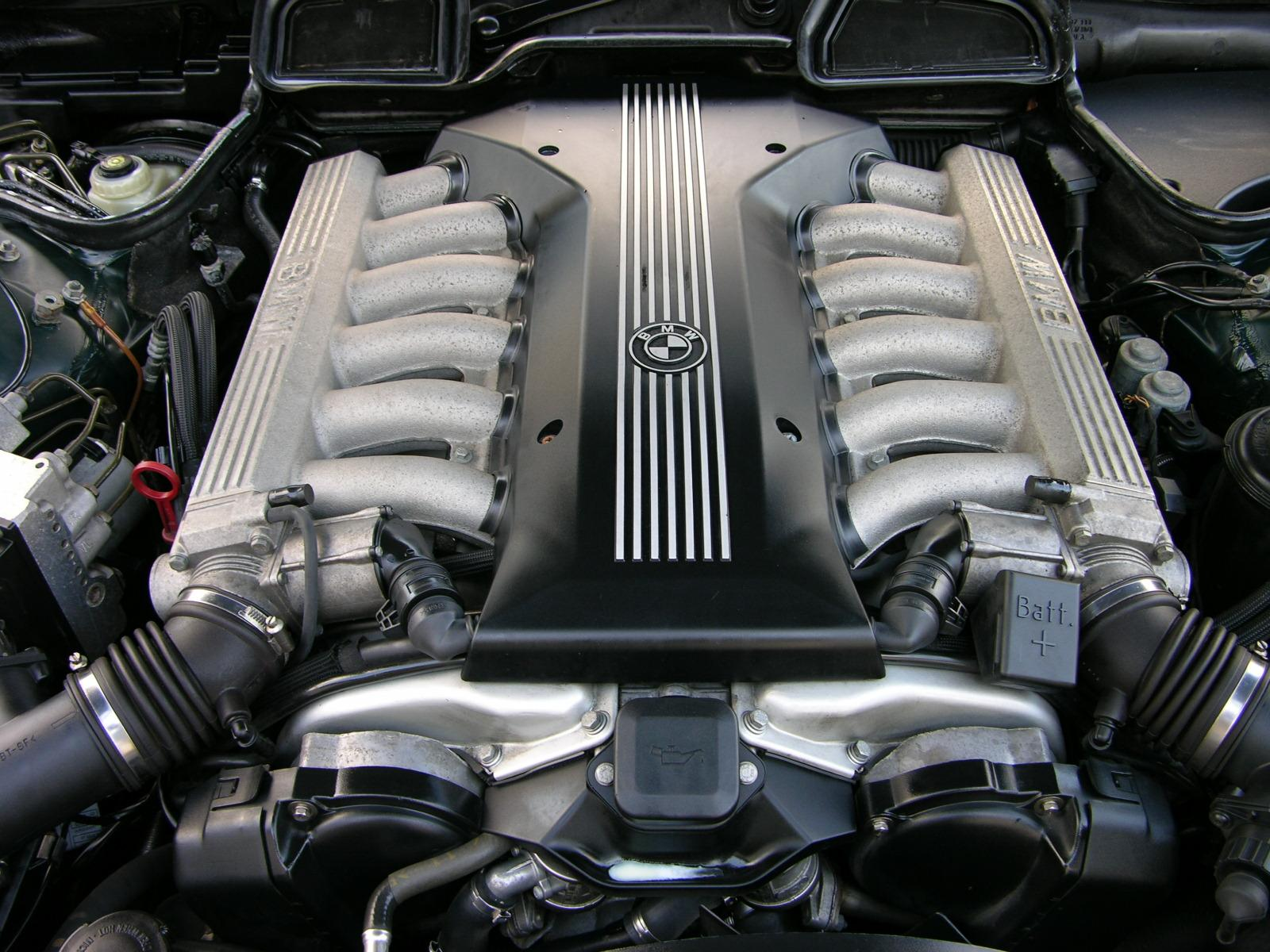
Motore BMW M73 montato su una BMW 750iL

Questo motore ha sostituito la precedente unità M70, anch'essa frazionata in 12 cilindri a V.
Vi sono state però notevoli differenze con la precedente unità, poiché prima di tutto cambia la tecnologia costruttiva, che utilizza l'alusil trattato elettrochimicamente per il monoblocco, in modo da ottenere canne in silicio. Le due testate sono in lega di alluminio.
Cambiano inoltre le misure di alesaggio e corsa, di 85x79 mm. La cilindrata complessiva viene così portata a 5379 cm³. Diversa anche la centralina elettronica, sempre una Bosch, ma stavolta una Motronic M5.2 in luogo della precedente LH-Jetronic. In alcune versioni, però, le centraline sono state due, una per bancata.
Della precedente unità viene mantenuto invece l'angolo di 60° tra le due bancate. Immutate anche le due testate a 2 valvole per cilindro e la distribuzione ad un albero a camme in testa per bancata con schema SOHC.
Anche i valori prestazionali hanno subito incrementi significativi: la potenza massima è infatti passata da 299 a 326 CV a 5000 giri/min, mentre la coppia ha raggiunto i 490 Nm a 3900 giri/min (450 N·m a 4100 giri/min nel motore M70).
Tale motore è stato montato su:
- BMW 750i/750iL E38 (1994-01);
- BMW L7 E38 (1996-01);
- BMW 850Ci E31 (1994-99).

Il motore M73 ha vinto nel 1999 il titolo di Motore dell'anno nella categoria sopra i 4 litri.